# Alsophylax szczerbaki
Alsophylax szczerbaki là một loài thằn lằn trong họ Gekkonidae. Loài này được Golubev & Sattarov mô tả khoa học đầu tiên năm 1979.